# Норатус
Норатус (арм. Նորատուս) — старинное армянское село, расположено в Гегаркуникской области, в 4 километрах от города Гавар. В XVI веке Норатус был резиденцией армянских меликов (князей).
В селе находится самое большое на территории современной Армении кладбище хачкаров. После уничтожения правительством Азербайджана кладбища хачкаров в Джуге, кладбище хачкаров в Норатусе является также и самым крупным в мире. Характерной особенностью большинства хачкаров является крест с солнечным диском под ним. Остальная часть камня украшена изображениями листьев, гроздьев винограда, гранатов или абстрактными узорами. Большинство хачкаров на кладбище Норатуса датировано XIII—XVII-м  веками, самый древний же восходит к V веку.
В центре селения сохранилась церковь Сурб Аствацацин, построенная в IX веке. В XIV веке она была разрушена персами, затем вновь была отстроена в XV веке и вновь была разрушена Ленг Тимуром, восстановлена в 2019 году на средства благотворителя Хачика Карапетяна. На окраине Норатуса стоит небольшая крестово-купольная церковь Сурб Григор, возведенная в X веке.

## Галерея

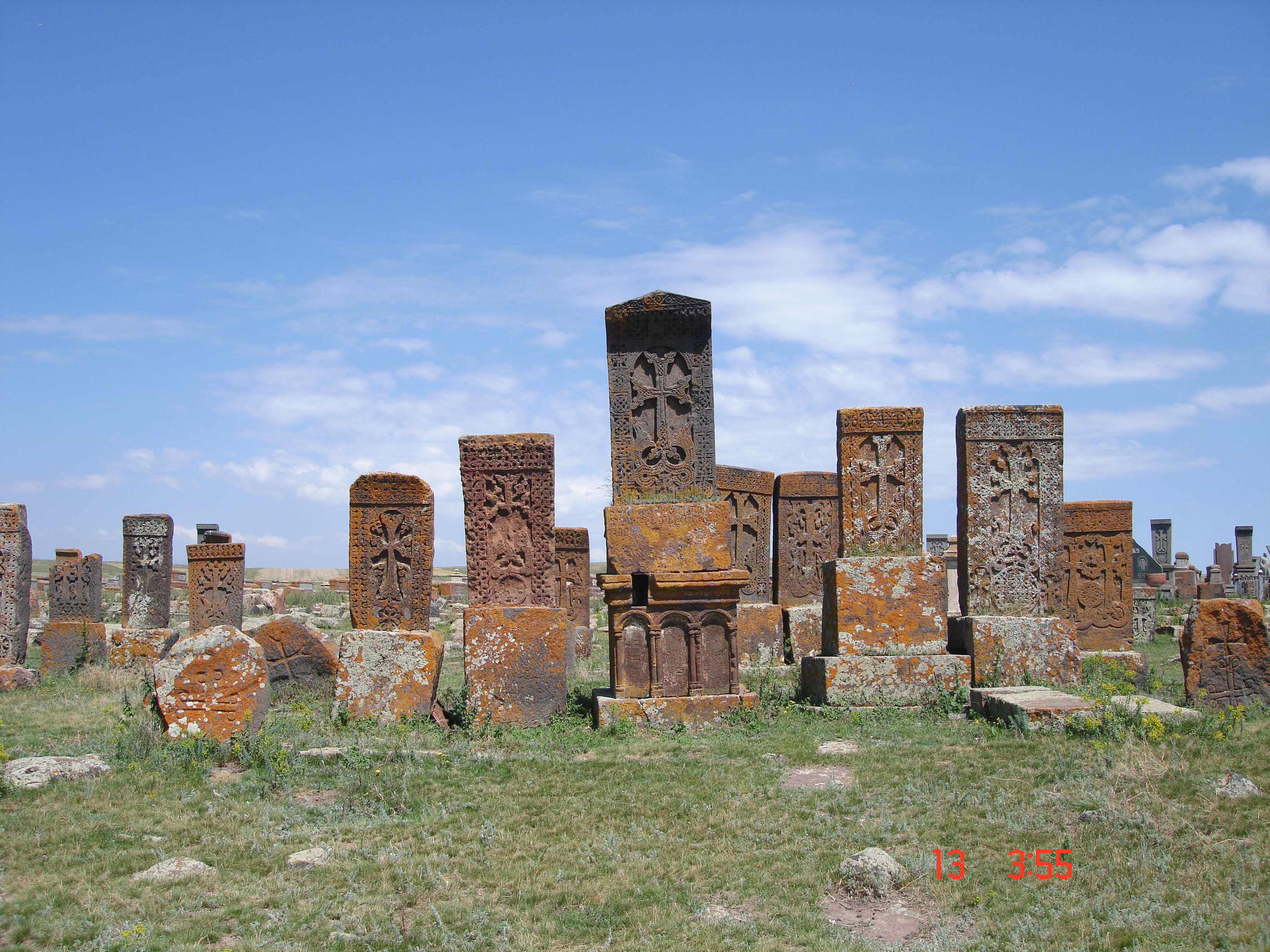
Хачкары в селе Норатус
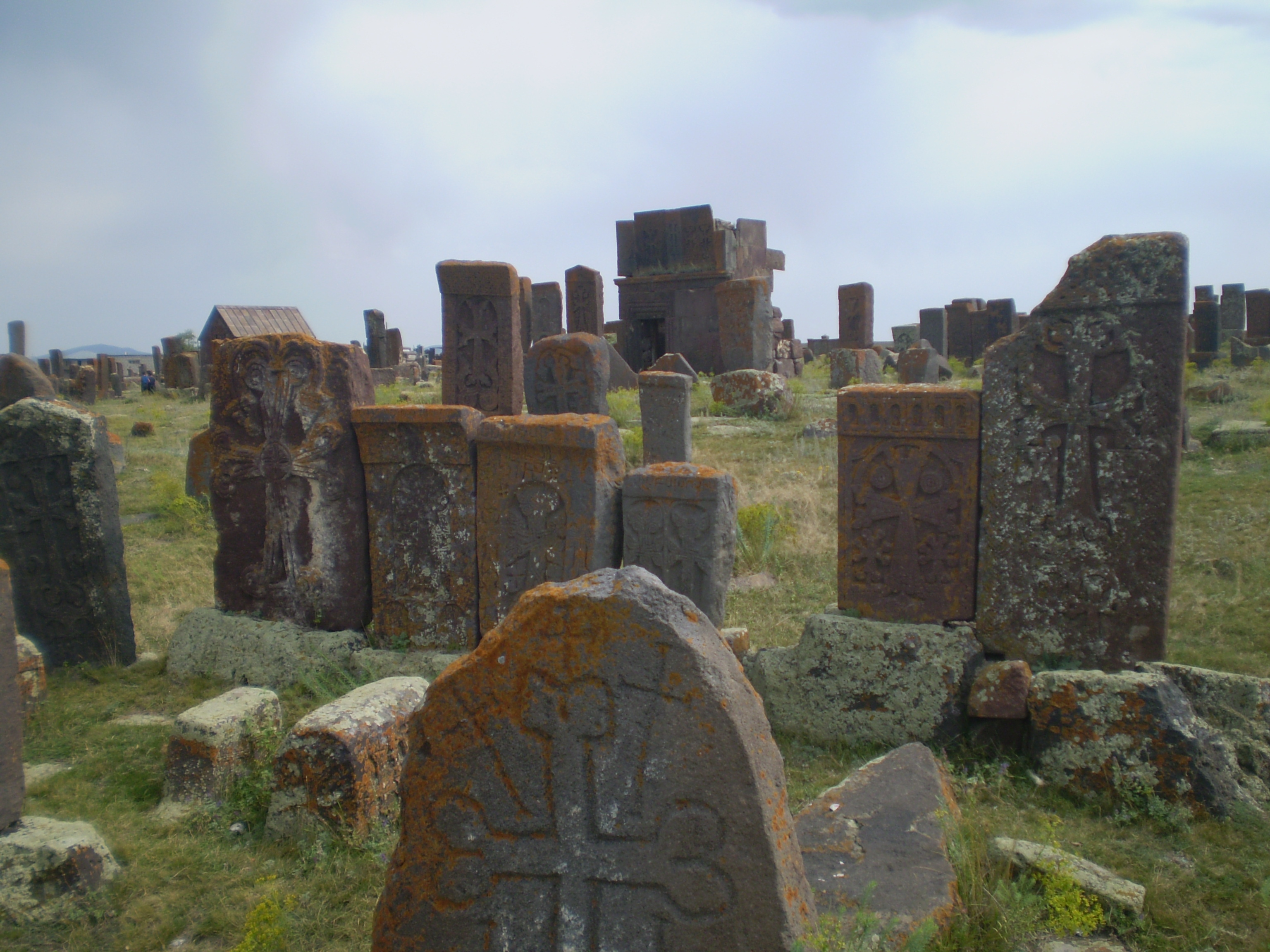
Церковь Григор Лусаворич
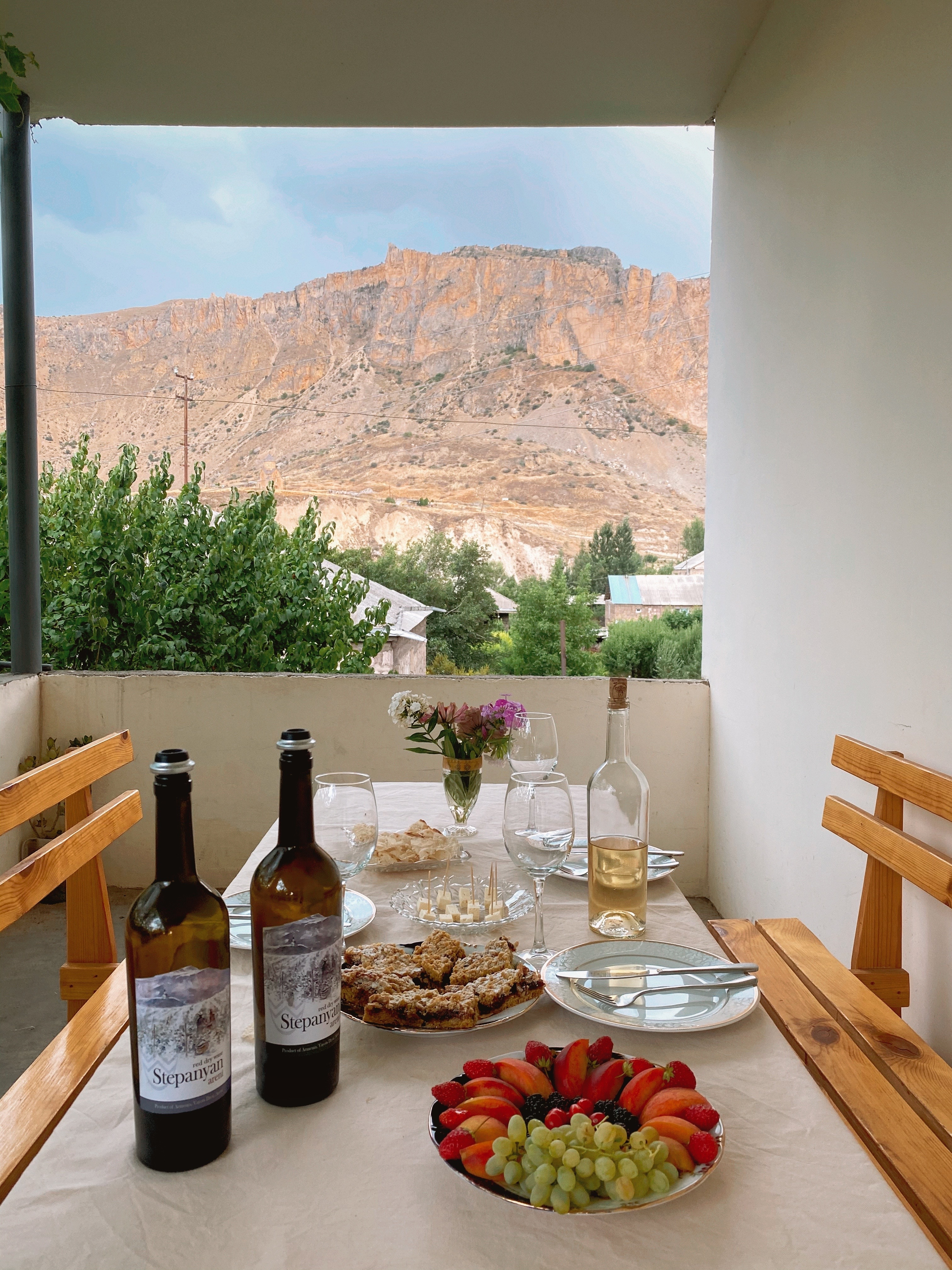
Гостевой дом